# UCI America Tour
De UCI America Tour is het Amerikaanse luik van de continentale circuits van de UCI. Het is een wielercompetitie voor mannen waarvan alle wedstrijden op het Amerikaanse continent verreden worden. Naast de UCI America Tour zijn er ook competities in Europa, Afrika, Azië en Oceanië. De UCI America Tour werd voor het eerst georganiseerd in 2005. Deze competitie vormt het laagste niveau van het professionele wielrennen, onder de UCI World Tour en de UCI ProSeries.

## Wedstrijden
De wedstrijden die deel uitmaken van de UCI America Tour variëren elk jaar enigszins, de jaarpagina's van deze competitie vermelden deze. De wedstrijden worden ingedeeld in vier categorieën op basis van hun niveau en of ze een- of meerdaags zijn.
- .1-categorie
  - 2.1-categorie, de "belangrijkste" meerdaagse wedstrijden
  - 1.1-categorie, de "belangrijkste" eendaagse wedstrijden
- .2-categorie
  - 2.2-categorie, de "minder belangrijke" meerdaagse wedstrijden
  - 1.2-categorie, de "minder belangrijke" eendaagse wedstrijden

## Lijst van eindwinnaars
| Seizoen                    | Winnaar           | Tweede              | Derde                 | Team                                            | Land             |
| -------------------------- | ----------------- | ------------------- | --------------------- | ----------------------------------------------- | ---------------- |
| UCI America Tour 2005      | Edgardo Simón     | Damián Martínez     | Chris Werry           | Health Net-Maxxis                               | Brazilië         |
| UCI America Tour 2005-2006 | José Serpa        | Gregorio Ladino     | Andrej Sartasov       | Selle Italia-Serramenti Diquigiovanni           | Colombia         |
| UCI America Tour 2006-2007 | Svein Tuft        | Hernán Buenahora    | Alejandro Borrajo     | Symmetrics Cycling Team                         | Colombia         |
| UCI America Tour 2007-2008 | Manuel Medina     | Svein Tuft          | Christian Vande Velde | Garmin-Chipotle                                 | Verenigde Staten |
| UCI America Tour 2008-2009 | Gregorio Ladino   | José Rujano         | Arnold Alcolea        | Serramenti PVC Diquigiovanni-Androni Giocattoli | Colombia         |
| UCI America Tour 2009-2010 | Gregorio Ladino   | Óscar Sevilla       | Arnold Alcolea        | Funvic-Pindamonhangaba                          | Colombia         |
| UCI America Tour 2010-2011 | Miguel Ubeto      | Gregolry Panizo     | Sergio Henao          | EPM-UNE                                         | Colombia         |
| UCI America Tour 2011-2012 | Rory Sutherland   | Maximiliano Richeze | Miguel Ubeto          | Real Cycling Team                               | Colombia         |
| UCI America Tour 2012-2013 | Janier Acevedo    | Óscar Sánchez       | Ryan Anderson         | UnitedHealthcare Pro Cycling Team               | Colombia         |
| UCI America Tour 2013-2014 | Juan Carlos Rojas | Óscar Sevilla       | Jure Kocjan           | Team SmartStop                                  | Verenigde Staten |
| UCI America Tour 2015      | Toms Skujiņš      | Byron Guamá         | Michael Woods         | Optum-Kelly Benefit Strategies                  | Colombia         |
| UCI America Tour 2016      | Greg Van Avermaet | Julian Alaphilippe  | Jakob Fuglsang        | Holowesko / Citadel p/b Hincapie Sportswear     | Colombia         |
| UCI America Tour 2017      | Serghei Țvetcov   | Rob Britton         | Nelson Soto           | Rally Cycling                                   | Colombia         |
| UCI America Tour 2018      | Gavin Mannion     | Sepp Kuss           | Serghei Țvetcov       | UnitedHealthcare Pro Cycling Team               | Colombia         |
| UCI America Tour 2019      | Egan Bernal       | Nairo Quintana      | Michael Woods         | Team Medellín                                   | Colombia         |
| UCI America Tour 2020      | Richard Carapaz   | Daniel Martínez     | Miguel Ángel López    | Team Medellín                                   | Colombia         |
| UCI America Tour 2021      | Egan Bernal       | Richard Carapaz     | Michael Woods         | Rally Cycling                                   | Colombia         |
| UCI America Tour 2022      | Sergio Higuita    | Daniel Martínez     | Richard Carapaz       | Human Powered Health                            | Colombia         |
| UCI America Tour 2023      | Sepp Kuss         | Neilson Powless     | Matteo Jorgenson      | Human Powered Health                            | Verenigde Staten |
| UCI America Tour 2024      | Matteo Jorgenson  | Richard Carapaz     | Brandon McNulty       | Movistar Best PC                                | Verenigde Staten |
| UCI America Tour 2025      |                   |                     |                       |                                                 |                  |

2005 · 
2006 · 
2007 · 
2008 · 
2009 · 
2010 · 
2011 · 
2012 · 
2013 ·
2014 ·
2015 ·
2016 ·
2017 · 
2018 ·
2019 ·
2020 ·
2021 ·
2022 ·
2023 ·
2024 ·
2025
Belangrijkste wedstrijden

Ronde van San Luis · Ronde van Californië · Ronde van Utah · USA Pro Challenge · Ronde van Alberta